# 김해 은하사 대웅전
김해 은하사 대웅전(金海 銀河寺 大雄殿)은 대한민국 경상남도 김해시 은하사에 있는 대웅전이다. 1983년 12월 30일 경상남도의 유형문화재 제238호로 지정되었다.

## 개요
이곳은 당초에는 서림사가 있었으나 가락국 수로왕때 장유화상이 중건하고 은하사라 하였다고 전하며, 임진왜란때 절 건물 전부가 불에 타 소실되어 그후에 재건하였다 한다. 구전에는 지금부터 약 380년전에 세웠다고 하지만 확실치 않으며 조선시대 후기 건물이다. 이 불전은 다포계 양식의 맞배집으로 공사는 내외삼출목으로 되어있는데 외부쇠서의 윗몸에는 연꽃을 조각하였고 내외살미 위로는 용두와 봉두를 새겨놓아 화려하게 장식하였다. 내부는 불상위에 구개(보함)를 설치하고 중앙에만 우물천장을 가설하였으며 단청과 벽화가잘 남아있다. 현재의 건물은 이들 조각과 구조수법으로 보아 조선조 후기에 건립된 것으로 추정된다.

## 같이 보기
- 김해 은하사 대웅전 벽화 - 경상남도 유형문화재 제402호

## 참고 자료
- 김해 은하사 대웅전 - 국가유산청 국가유산포털